# Georges Paul Pontier
Georges Paul Pontier (Lavaur, 1 de maio de 1943) é um prelado francês da Igreja Católica que foi arcebispo de Marselha de 2006 a 2019 e presidente da Conferência Episcopal da França de 2013 a 2019.

## Biografia
Georges Pontier nasceu em 1 ° de maio de 1943 em Lavaur, no Tarn . Depois de estudar no seminário maior de Albi, completou sua formação na Pontifícia Universidade Gregoriana de Roma, onde se formou em teologia e depois fez um mestrado em Literatura Moderna na Universidade de Toulouse . Foi ordenado sacerdote pela Diocese de Albi em 3 de julho de 1966. Lecionou no seminário menor de Saint-Sulpice-la-Pointe e tornou-se seu reitor. Ele foi cura e arcipreste da catedral de Albi de 1985 a 1988.
O Papa João Paulo II o nomeou bispo de Digne em 2 de fevereiro de 1988 e ele foi consagrado em 20 de março. João Paulo o fez bispo de La Rochelle e Saintes em 5 de agosto de 1996.
O Papa Bento XVI o nomeou arcebispo de Marselha em 12 de maio de 2006.
Embora ortodoxo em questões de teologia, no que diz respeito ao casamento entre pessoas do mesmo sexo e à ordenação de mulheres, por exemplo, sua reaproximação com o Islã o tornou a "bête noire" da direita política. Ele estava particularmente envolvido com a situação social dos ciganos e dos indocumentados. Em 2010, ele conseguiu que padres aposentados desocupassem seis apartamentos em um prédio de propriedade da Igreja no distrito de Saint-Pierre, em Marselha, para permitir que seis famílias ciganas fossem alojadas ali, provocando resistência dos moradores e de seus representantes políticos. E em 2017, ele apelou ao governo francês para encontrar melhores soluções para os ciganos que estão sendo "arrastados de um lugar para outro".
Na Conferência Episcopal da França (CEF) foi vice-presidente de 2001 a 2007, chefiou seu Comitê de Estudos e Projetos de 2008 a 2013 e presidente de 2013 a 2019. Em outubro de 2015, como presidente da CEF, participou do Sínodo dos Bispos sobre a Família .
Ele se recusou a endossar a "proclamação da liberdade de expressão" que os Repórteres Sem Fronteiras convidaram todos os líderes religiosos a assinarem após o tiroteio no Charlie Hebdo em janeiro de 2015. Em uma carta aos bispos da França, ele disse que a própria declaração parecia duvidar do compromisso dos líderes religiosos com a liberdade de expressão e os destacou quando todos os líderes da sociedade civil deveriam compartilhar este compromisso.
O Papa Francisco aceitou sua renúncia, apresentada conforme exigido quando Pontier completou 75 anos, em 8 de agosto de 2019. O bispo auxiliar Jean-Marc Aveline foi nomeado para sucedê-lo.
Em 11 de janeiro de 2021, o Papa Francisco o nomeou Administrador Apostólico da Arquidiocese de Avignon .
Em 2022 o papa nomeou Administrador apostólico de Paris.